# Barbara’s Baby – Omen III
Barbara’s Baby – Omen III ist die zweite Fortsetzung des Horrorfilms Das Omen und wurde 1980 produziert. In der Rolle des Damien Thorn ist der Schauspieler Sam Neill zu sehen, der hiermit eine seiner ersten Hauptrollen spielte. Der Kinostart in den USA erfolgte am 20. März 1981.

## Handlung
Damien Thorn, der Sohn des Teufels, ist mittlerweile erwachsen geworden. Er ist der Präsident des weltweit operierenden Konzerns „Thorn Industries“ sowie Botschafter der Vereinigten Staaten in Großbritannien. Sein Aufstieg zur endgültigen Herrschaft über die Welt kann nur durch zwei Dinge verhindert werden: Zum einen soll der Sohn Gottes in England wiedergeboren werden, und zum anderen existieren die sieben Dolche von Megiddo, durch die Damien ausschließlich umgebracht werden kann. Diese wurden bei Grabungsarbeiten in Chicago wiederentdeckt und gelangen in den Besitz eines Mönchsordens in Italien. Sieben Mönche, die um die wahre Identität Thorns wissen, werden mit dem Auftrag nach London geschickt, Damien mit Hilfe der Dolche zu töten. Während einer Fuchsjagd sowie der Fernseh-Talkshow der Journalistin Kate Reynolds, mit der Damien eine Beziehung eingegangen ist und in deren Show er auftreten soll, versuchen die Mönche ihren Plan in die Tat umzusetzen, scheitern jedoch. Nach und nach tötet Damien einen Mönch nach dem anderen und lässt gleichzeitig durch seine fanatischen Anhänger alle Babys, die potenziell der wiedergeborene Sohn Gottes sein könnten, ermorden. Der Anführer der Mönche schafft es, Kate Reynolds von Damiens teuflischem Hintergrund zu überzeugen, und sie ersticht ihn am Ende, nachdem zuvor auch ihr Sohn getötet wurde. Der Sohn Gottes erscheint und bricht Damiens Macht. Damiens letzte Worte: „Nazarener, du hast nichts gewonnen. Gar nichts.“

## Kritiken
„In den Schockeffekten zurückgenommen, aber dramaturgisch sichtlich abgenutzt, erreicht der Film nur in Kameraführung und Musik das Niveau seiner Vorgänger.“

„Uninspirierte Story mit Schockeffekten.“

## Hintergrund
- Der Film nahm an den Kinokassen rund 20 Millionen US-Dollar ein[5] und konnte somit nicht an den Erfolg seiner Vorgänger anknüpfen.
- Zehn Jahre nach diesem Film wurde ein vierter Teil der Reihe unter dem Titel Omen IV: Das Erwachen für das Fernsehen produziert.
- Das Finale des Films wurde in der Klosterruine Fountains Abbey gedreht.